# Tourisme équestre

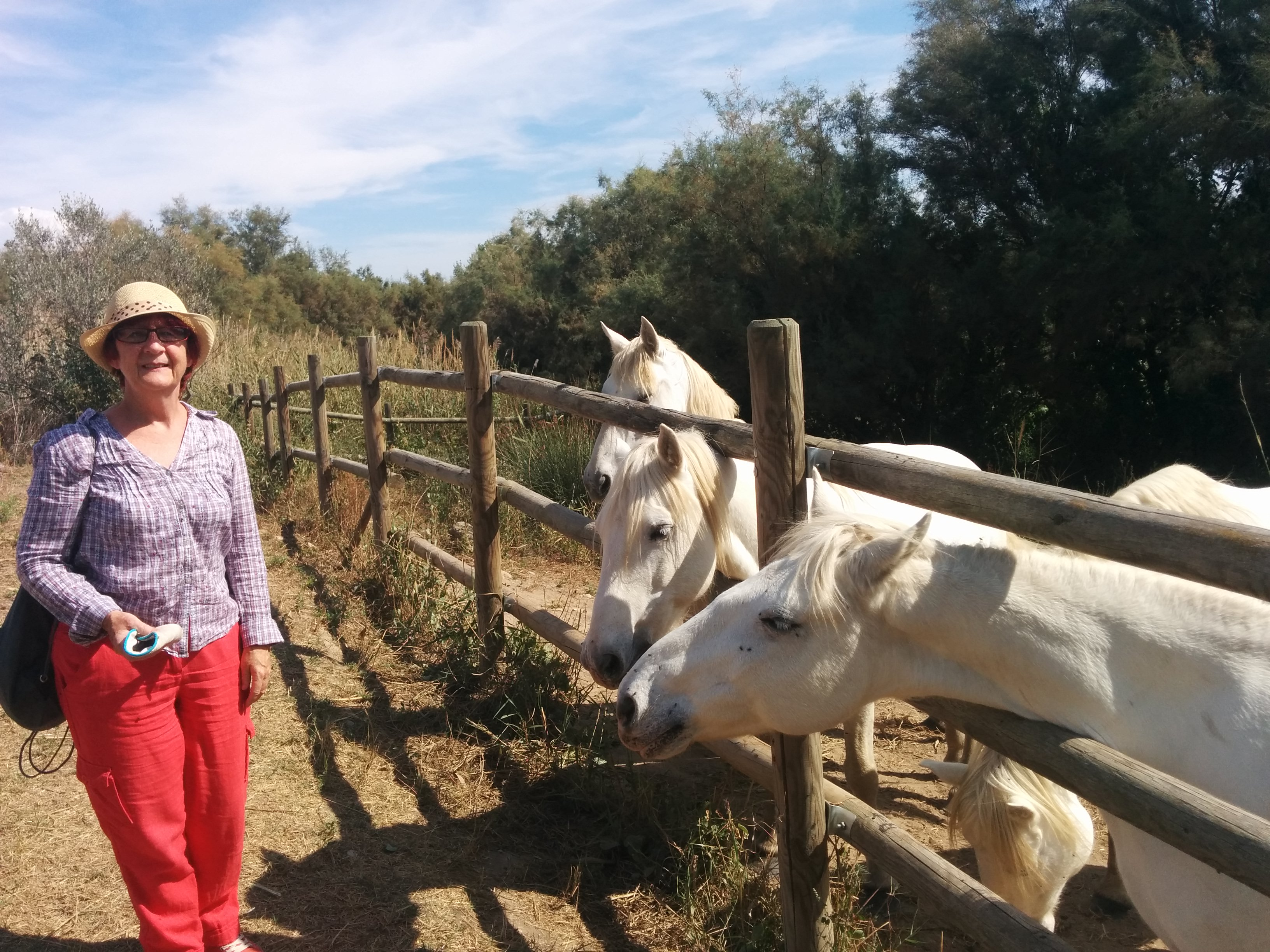
Touriste approchant des chevaux à Flix, en Catalogne.

Le tourisme équestre est l'ensemble des activités touristiques liées au cheval, telles que les randonnées, événements, visites de musées et d'institutions équestres ou d'élevages réputés, ou encore spectacles. 
La Fédération internationale de tourisme équestre (FITE) est créée en 1975 sur l'initiative de la France.
La pratique de la randonnée de tourisme équestre demande certaines connaissances, notamment celle des plantes toxiques pour les équidés.

## Définition
Le tourisme équestre est difficile à caractériser, tant en termes de définition qu'en termes de statistiques, car il recouvre des activités de loisir assez différentes les unes des autres.

## En France
Le développement de cette activité a permis d'apporter des revenus complémentaires aux exploitations agricoles orientées vers l'agro-tourisme, sous la forme de gîtes ruraux ou de chambre d'hôtes.
La Fédération Française d'Equitation compte près de 300 établissements labellisés Centre de Tourisme Équestre en France, et rassemble un grand nombre de licenciés fléchés « tourisme équestre » (environ 80 000). 
Il existe aussi un métier de « guide de tourisme équestre », ou « accompagnateur de tourisme équestre », demandant des qualités de cavalier et d'animateur.